# Oncilorpheus stebbingi
Oncilorpheus stebbingi är en kräftdjursart som beskrevs av Paul och Menzies 1971. Oncilorpheus stebbingi ingår i släktet Oncilorpheus och familjen Cirolanidae. Inga underarter finns listade i Catalogue of Life.